# Sachertorte
Sachertorte is een taart uit Wenen bestaande uit chocoladecake, gevuld met abrikozenmarmelade en bedekt met een dikke laag chocoladeglazuur. De taart is een veel geëxporteerd product. In vier verschillende formaten, verpakt in houten kistjes, gaan ze de hele wereld over. De houdbaarheid is, dankzij de dikke laag glazuur, bijzonder hoog.
De taart wordt geserveerd met ongezoete slagroom. Men drinkt hier een Verlängerter (gewone koffie, eventueel met melk), een Melange (cappuccino), een großer Schwarzer (zwarte koffie) of een großer Brauner (koffie met koffieroom) bij.

## Originele Sacher-Torte
De Sachertorte werd in 1832 door Franz Sacher uitgevonden, die op dat moment een leerling was in de keuken van de Oostenrijkse politicus Klemens von Metternich. De opdracht was simpel: bedenk een nieuwe taart. Von Metternich wilde echter geen luchtige, schuimige, “mannelijke” taart, maar een droge, compacte, eerder “vrouwelijke” taart. Het resultaat van Sacher was een sensatie. Een chocoladetaart was op zich bekend, maar in combinatie met de abrikozenvulling en de dikke chocoladelaag boven op de taart was het geheel nieuw. Een glazuurlaag van deze dikte en structuur was nog nooit eerder gebruikt. Franz Sacher kreeg naar aanleiding van zijn uitvinding een baan aangeboden in Boedapest, maar keerde al snel terug naar Wenen om bij hofleverancier Dehne te gaan werken. Later opende hij zijn eigen winkel en nam het recept met zich mee. Ook Demel, die intussen de zaak van Dehne had overgenomen, maakte de taart nog steeds.
Eduard Sacher, de zoon van Franz, opende in 1876 een restaurant achter de opera, het latere Hotel Sacher. Het hotel verwierf vooral wereldfaam door toedoen van zijn vrouw Anna, die bekendstond als een sterke, daadkrachtige en sigarenrokende vrouw.
Toen na de Tweede Wereldoorlog de economie in een beroerde staat was, en alles wat je marktaandeel kon vergroten welkom was, ontstond een strijd tussen Demel en Sacher over het originele recept. Demel vulde de taart namelijk niet met abrikozenjam, maar smeerde het alleen op de taart, direct onder de glazuurlaag. De bakker beweerde dat dit het originele recept was en dat Franz Sacher het bij zijn vertrek verkocht had. Na een langdurig proces oordeelde een rechter dat Sacher de originele taart mocht verkopen. Sindsdien heet de taart van het hotel Original Sacher-Torte. Alle andere bakkers, incluis Demel, mochten hun taart “Sachertorte” noemen. Het verschil zat hem vanaf dat moment in het kleine streepje.
De bakkerij van Sacher bakt circa 800 taarten per dag. Hiervoor worden 1,5 miljoen eieren per jaar verbruikt. Voor het glazuur worden drie soorten chocolade gebruikt. De exacte chocoladesoorten worden niet bekendgemaakt.
Hotel Impérial, een ander vijfsterrenhotel in Wenen, heeft met de Impérialtorte een waardige concurrent in huis, maar de naamsbekendheid van deze taart haalt het niet bij die van Sacher.